# New Minas
New Minas är en ort i Kanada.   Den ligger i countyt Kings County och provinsen Nova Scotia, i den sydöstra delen av landet, 900 km öster om huvudstaden Ottawa. New Minas ligger 30 meter över havet och antalet invånare är 5 135.
Terrängen runt New Minas är varierad. Närmaste större samhälle är Kentville, 2,3 km väster om New Minas. 
Omgivningarna runt New Minas är en mosaik av jordbruksmark och naturlig växtlighet. Runt New Minas är det ganska glesbefolkat, med 29 invånare per kvadratkilometer.